# A Bandit
A Bandit è un cortometraggio muto del 1913 prodotto e diretto da Mack Sennett per la Keystone Film Company che aveva come interpreti Roscoe 'Fatty' Arbuckle, Nick Cogley, Ford Sterling, Beatrice Van.

## Trama
Preso di mira da un bullo per essere piuttosto effeminato, Willy non ne può più. Sospettando che il bullo sia in realtà un codardo, un giorno si maschera da bandito e terrorizza i paesani andandosene in giro a sparare a destra e a manca. Tutti, incluso lo sceriffo, fuggono davanti a lui per poi scoprire con costernazione che il terribile bandito non è altri che l'innocuo Willy.

## Produzione
Il film, prodotto dalla Keystone Film Company, venne girato in Messico, a Tijuana.

## Distribuzione
Distribuito dalla Mutual, il film - un cortometraggio di 144 metri - uscì nelle sale statunitensi il 23 giugno 1913. Nelle proiezioni, veniva programmato con il sistema dello split reel, accorpato in un'unica bobina con un altro cortometraggio prodotto dalla Keystone, Peeping Pete.
La Grapevine Video lo ha distribuito in VHS sul mercato degli Stati Uniti. Il film è poi uscito anche in Blu-ray Disc e in DVD.